# Łukasz Fabiański
Łukasz Marek Fabiański (Kostrzyn nad Odrą, 18 aprile 1985) è un calciatore polacco, portiere svincolato.

## Carriera

### Club

#### Inizi
Inizia la sua carriera calcistica nella Polonia Słubice, ma l'anno successivo, a 14 anni, si trasferisce all'MSP Szamotuły dove si mette in luce per le sue qualità da portiere. Dopo aver giocato per altri tre club, Lubuszanin Drezdenko, Sparta Brodnica e Mieszko Gnieznom, nella stagione 2004-05 Łukasz firma un contratto con il Lech Poznań.

#### Legia Varsavia
Nell'inverno 2005, Fabiański viene messo sotto contratto dall'importante squadra polacca del Legia Varsavia, dove lotta per il posto da portiere titolare con Artur Boruc. Dopo che Boruc fu venduto al Celtic, Fabiański non ebbe più rivali per il posto da titolare. La sua prima partita da titolare risale al 24 luglio 2005 contro l'Arka Gdynia, partita che finì 0-0. Łukasz fu di grande aiuto alla sua squadra per il raggiungimento della vittoria del campionato nella stagione 2005-06.
Per le sue grandi prestazioni nelle stagioni 2005-06 e 2006-07, Fabiański vinse per ben due volte l'Oscar del calcio come miglior portiere del campionato.

#### Arsenal
L'8 maggio 2007 Fabiański si reca a Londra per sottoporsi alle visite mediche con lo staff dell'Arsenal.
L'11 maggio l'allenatore dell'Arsenal Arsène Wenger conferma il trasferimento di Fabiański, dicendo "È un acquisto per il futuro della società. Abbiamo trovato in lui tutte le qualità che cercavamo e credo sia uno dei prossimi grandi portieri dell'Arsenal".
Il 26 maggio Fabiański firma con l'Arsenal un contratto a lungo termine. Il suo debutto con la maglia dei gunners avviene il 14 luglio 2007 in un'amichevole contro il Barnet.
Il 18 febbraio 2010, in occasione della partita di Champions League tra Porto e Arsenal, compie due grossolani errori che consentono ai portoghesi di vincere la gara di andata: sul primo gol sbaglia la presa deviando un tiro-cross nella propria rete; nell'azione che porta al secondo gol, il polacco raccoglie in area con le mani un retropassaggio del compagno Sol Campbell regalando così una punizione indiretta agli avversari, che la battono immediatamente segnando col portiere immobile.
Il 28 settembre 2010 durante la partita di Champions League tra Partizan e Arsenal sul risultato di 3 a 1 per l'Arsenal, para un rigore all'attaccante brasiliano, naturalizzato serbo, Cléo ed evita un finale rovente alla sua squadra.
Fabiański torna a giocare il 13 marzo 2013 in occasione della vittoria per 2-0 sul campo dello Swansea City non subendo alcuna rete.
Nella stagione 2013-2014 gioca per la prima volta in occasione della prima uscita in Football League Cup nella gara pareggiata 1-1 poi vinta ai rigori in trasferta contro il West Brom. Il 16 febbraio 2014 in occasione della super sfida agli ottavi di FA Cup contro il Liverpool parte titolare portando la sua squadra alla vittoria per 2-1 sui reds. Il 19 febbraio 2014, in Champions League entra al 38º minuto al posto di Santi Cazorla a causa dell'espulsione del suo compagno di reparto Szczęsny nella gara persa in casa 2-0 contro il Bayern Monaco.

#### Swansea City
Il 29 maggio 2014, nonostante il tecnico dei gunners Arsène Wenger lo volesse tenere, viene annunciato che Fabianski sarebbe passato allo Swansea City a parametro zero. Il 16 agosto successivo esordisce con la nuova maglia in una partita vinta per 2-1 contro il Manchester United all'Old Trafford.

#### West Ham
Il 20 giugno 2018 firma un contratto triennale col West Ham.

### Nazionale
Dopo aver rappresentato regolarmente la Nazionale Under-21, le sue prestazioni con la maglia del Legia Varsavia convincono l'allenatore Leo Beenhakker a chiamarlo in Nazionale facendo il suo debutto nella gara amichevole contro l'Arabia Saudita il 29 marzo 2006.
Dopo questa gara Fabiański fa altre tre apparizioni con la maglia della Polonia. Il 10 settembre 2008 para un rigore ad Andy Selva a Serravalle contro San Marino (partita vinta poi 0-2 dai polacchi). Fu convocato dal commissario tecnico Leo Beenhakker anche per il Mondiale 2006 e per l'Europeo 2008, senza però mai scendere in campo. Non venne convocato per Euro 2012 a causa di un infortunio.
Viene convocato per gli Europei 2016 in Francia; partito da riserva, diventa titolare dopo l'infortunio di Wojciech Szczęsny, suo ex-compagno all'Arsenal, prima della seconda partita del girone e mantiene il posto fino all'eliminazione della Polonia, avvenuta ai quarti ai rigori contro il Portogallo.
Successivamente viene convocato per i Mondiali 2018: nella rassegna iridata fa il suo debutto in occasione del successo per 1-0 contro il Giappone ai gironi, che tuttavia è ininfluente ai fini del passaggio del turno in quanto i polacchi erano già eliminati prima della sfida.
Il 17 maggio 2021 viene inserito tra i convocati per gli europei. Al termine della manifestazione (in cui è stato il secondo di Szczęsny), precisamente in agosto, annuncia il proprio ritiro dalla nazionale, con cui ha racimolato 56 presenze in 15 anni. Tuttavia, il 20 settembre seguente, viene convocato per l'ultima volta per disputare la partita d'addio contro San Marino del 9 ottobre, in cui gioca 57 minuti prima di cedere al posto all'esordiente Majecki. Termina quindi la sua esperienza con la nazionale con 57 presenze e 45 reti subite, oltre ad avere lasciato la sua rete inviolata 27 volte.

## Statistiche

### Presenze e reti nei club
Statistiche aggiornate al 11 maggio 2023.
| Stagione            | Squadra             | Campionato          | Campionato | Campionato | Coppe nazionali | Coppe nazionali | Coppe nazionali | Coppe continentali | Coppe continentali | Coppe continentali | Altre coppe | Altre coppe | Altre coppe | Totale | Totale |
| Stagione            | Squadra             | Comp                | Pres       | Reti       | Comp            | Pres            | Reti            | Comp               | Pres               | Reti               | Comp        | Pres        | Reti        | Pres   | Reti   |
| ------------------- | ------------------- | ------------------- | ---------- | ---------- | --------------- | --------------- | --------------- | ------------------ | ------------------ | ------------------ | ----------- | ----------- | ----------- | ------ | ------ |
| 2007-2008           | Arsenal             | PL                  | 3          | -2         | FACup+CdL       | 0+5             | -8              | UCL                | 0                  | 0                  | -           | -           | -           | 8      | -10    |
| 2008-2009           | Arsenal             | PL                  | 6          | -10        | FACup+CdL       | 6+3             | -4 + -2         | UCL                | 3                  | 0                  | -           | -           | -           | 18     | -16    |
| 2009-2010           | Arsenal             | PL                  | 4          | -5         | FACup+CdL       | 2+2             | -4 + -4         | UCL                | 2                  | -3                 | -           | -           | -           | 10     | -16    |
| 2010-2011           | Arsenal             | PL                  | 14         | -14        | FACup+CdL       | 0+1             | -1              | UCL                | 5                  | -7                 | -           | -           | -           | 20     | -22    |
| 2011-2012           | Arsenal             | PL                  | 0          | 0          | FACup+CdL       | 2+3             | -4 + -3         | UCL                | 1                  | -1                 | -           | -           | -           | 6      | -8     |
| 2012-2013           | Arsenal             | PL                  | 4          | -3         | FACup+CdL       | 0+0             | 0               | UCL                | 1                  | 0                  | -           | -           | -           | 5      | -3     |
| 2013-2014           | Arsenal             | PL                  | 1          | 0          | FACup+CdL       | 6+2             | -5 + -3         | UCL                | 2                  | -3                 | -           | -           | -           | 11     | -11    |
| Totale Arsenal      | Totale Arsenal      | Totale Arsenal      | 32         | -34        |                 | 32              | -38             |                    | 14                 | -14                |             | -           | -           | 78     | -86    |
| 2014-2015           | Swansea City        | PL                  | 37         | -46        | FACup+CdL       | 1+0             | -3              | -                  | -                  | -                  | -           | -           | -           | 38     | -49    |
| 2015-2016           | Swansea City        | PL                  | 37         | -51        | FACup+CdL       | 0+0             | 0               | -                  | -                  | -                  | -           | -           | -           | 37     | -51    |
| 2016-2017           | Swansea City        | PL                  | 37         | -69        | FACup+CdL       | 0+0             | 0               | -                  | -                  | -                  | -           | -           | -           | 37     | -69    |
| 2017-2018           | Swansea City        | PL                  | 38         | -56        | FACup+CdL       | 0+0             | 0               | -                  | -                  | -                  | -           | -           | -           | 38     | -56    |
| Totale Swansea City | Totale Swansea City | Totale Swansea City | 149        | -222       |                 | 1               | -3              |                    | -                  | -                  |             | -           | -           | 150    | -225   |
| 2018-2019           | West Ham Utd        | PL                  | 38         | -55        | FACup+CdL       | 0+0             | 0               | -                  | -                  | -                  | -           | -           | -           | 38     | -55    |
| 2019-2020           | West Ham Utd        | PL                  | 25         | -34        | FACup+CdL       | 1+0             | 0               | -                  | -                  | -                  | -           | -           | -           | 26     | -34    |
| 2020-2021           | West Ham Utd        | PL                  | 35         | -44        | FACup+CdL       | 2+0             | -1              | -                  | -                  | -                  | -           | -           | -           | 37     | -45    |
| 2021-2022           | West Ham Utd        | PL                  | 37         | -50        | FACup+CdL       | 0+0             | 0               | UEL                | 1                  | 0                  | -           | -           | -           | 38     | -50    |
| 2022-2023           | West Ham Utd        | PL                  | 33         | -43        | FACup+CdL       | 1+0             | -0; + -0        | UECL               | 0                  | 0                  | -           | -           | -           | 34     | -43    |
| Totale West Ham Utd | Totale West Ham Utd | Totale West Ham Utd | 168        | -226       |                 | 4               | -1              |                    | 1                  | 0                  |             | -           | -           | 173    | -227   |
| Totale carriera     | Totale carriera     | Totale carriera     | 349        | -482       |                 | 37              | -42             |                    | 15                 | -14                |             | -           | -           | 401    | -538   |

### Cronologia presenze e reti in nazionale
| Cronologia completa delle presenze e delle reti in nazionale ― Polonia | Cronologia completa delle presenze e delle reti in nazionale ― Polonia | Cronologia completa delle presenze e delle reti in nazionale ― Polonia | Cronologia completa delle presenze e delle reti in nazionale ― Polonia | Cronologia completa delle presenze e delle reti in nazionale ― Polonia | Cronologia completa delle presenze e delle reti in nazionale ― Polonia | Cronologia completa delle presenze e delle reti in nazionale ― Polonia | Cronologia completa delle presenze e delle reti in nazionale ― Polonia |
| Data                                                                   | Città                                                                  | In casa                                                                | Risultato                                                              | Ospiti                                                                 | Competizione                                                           | Reti                                                                   | Note                                                                   |
| ---------------------------------------------------------------------- | ---------------------------------------------------------------------- | ---------------------------------------------------------------------- | ---------------------------------------------------------------------- | ---------------------------------------------------------------------- | ---------------------------------------------------------------------- | ---------------------------------------------------------------------- | ---------------------------------------------------------------------- |
| 28-3-2006                                                              | Riyad                                                                  | Arabia Saudita                                                         | 1 – 2                                                                  | Polonia                                                                | Amichevole                                                             | -                                                                      | 84’                                                                    |
| 2-5-2006                                                               | Bełchatów                                                              | Polonia                                                                | 0 – 1                                                                  | Lituania                                                               | Amichevole                                                             | -                                                                      | 82’                                                                    |
| 6-12-2006                                                              | Abu Dhabi                                                              | Emirati Arabi Uniti                                                    | 2 – 5                                                                  | Polonia                                                                | Amichevole                                                             | -1                                                                     | 46’                                                                    |
| 3-2-2007                                                               | Jerez de la Frontera                                                   | Estonia                                                                | 0 – 4                                                                  | Polonia                                                                | Amichevole                                                             | -                                                                      | 61’                                                                    |
| 17-10-2007                                                             | Łódź                                                                   | Polonia                                                                | 0 – 1                                                                  | Ungheria                                                               | Amichevole                                                             | -1                                                                     |                                                                        |
| 21-11-2007                                                             | Belgrado                                                               | Serbia                                                                 | 2 – 2                                                                  | Polonia                                                                | Qual. Euro 2008                                                        | -2                                                                     |                                                                        |
| 6-2-2008                                                               | Larnaca                                                                | Polonia                                                                | 2 – 0                                                                  | Rep. Ceca                                                              | Amichevole                                                             | -                                                                      | 46’                                                                    |
| 27-5-2008                                                              | Reutlingen                                                             | Albania                                                                | 0 – 1                                                                  | Polonia                                                                | Amichevole                                                             | -                                                                      |                                                                        |
| 20-8-2008                                                              | Leopoli                                                                | Ucraina                                                                | 1 – 0                                                                  | Polonia                                                                | Amichevole                                                             | -1                                                                     |                                                                        |
| 6-9-2008                                                               | Breslavia                                                              | Polonia                                                                | 1 – 1                                                                  | Slovenia                                                               | Qual. Mondiali 2010                                                    | -1                                                                     |                                                                        |
| 10-9-2008                                                              | Serravalle                                                             | San Marino                                                             | 0 – 2                                                                  | Polonia                                                                | Qual. Mondiali 2010                                                    | -                                                                      |                                                                        |
| 19-11-2008                                                             | Dublino                                                                | Irlanda                                                                | 2 – 3                                                                  | Polonia                                                                | Amichevole                                                             | -2                                                                     |                                                                        |
| 11-2-2009                                                              | Faro                                                                   | Galles                                                                 | 0 – 1                                                                  | Polonia                                                                | Amichevole                                                             | -                                                                      | 46’                                                                    |
| 1-4-2009                                                               | Kielce                                                                 | Polonia                                                                | 10 – 0                                                                 | San Marino                                                             | Qual. Mondiali 2010                                                    | -                                                                      |                                                                        |
| 2-6-2010                                                               | Kufstein                                                               | Serbia                                                                 | 0 – 0                                                                  | Polonia                                                                | Amichevole                                                             | -                                                                      |                                                                        |
| 11-8-2010                                                              | Stettino                                                               | Polonia                                                                | 0 – 3                                                                  | Camerun                                                                | Amichevole                                                             | -1                                                                     | 46’                                                                    |
| 17-11-2010                                                             | Poznań                                                                 | Polonia                                                                | 3 – 1                                                                  | Costa d'Avorio                                                         | Amichevole                                                             | -1                                                                     |                                                                        |
| 7-10-2011                                                              | Seul                                                                   | Corea del Sud                                                          | 2 – 2                                                                  | Polonia                                                                | Amichevole                                                             | -2                                                                     |                                                                        |
| 11-10-2011                                                             | Wiesbaden                                                              | Polonia                                                                | 2 – 0                                                                  | Bielorussia                                                            | Amichevole                                                             | -                                                                      |                                                                        |
| 15-11-2011                                                             | Poznań                                                                 | Polonia                                                                | 2 – 1                                                                  | Ungheria                                                               | Amichevole                                                             | -1                                                                     |                                                                        |
| 22-5-2012                                                              | Klagenfurt am Wörthersee                                               | Polonia                                                                | 1 – 0                                                                  | Lettonia                                                               | Amichevole                                                             | -                                                                      |                                                                        |
| 18-11-2014                                                             | Breslavia                                                              | Polonia                                                                | 2 – 2                                                                  | Svizzera                                                               | Amichevole                                                             | -1                                                                     | 46’                                                                    |
| 29-3-2015                                                              | Dublino                                                                | Irlanda                                                                | 1 – 1                                                                  | Polonia                                                                | Qual. Euro 2016                                                        | -1                                                                     |                                                                        |
| 13-6-2015                                                              | Varsavia                                                               | Polonia                                                                | 4 – 0                                                                  | Georgia                                                                | Qual. Euro 2016                                                        | -                                                                      |                                                                        |
| 4-9-2015                                                               | Francoforte sul Meno                                                   | Germania                                                               | 3 – 1                                                                  | Polonia                                                                | Qual. Euro 2016                                                        | -3                                                                     |                                                                        |
| 7-9-2015                                                               | Varsavia                                                               | Polonia                                                                | 8 – 1                                                                  | Gibilterra                                                             | Qual. Euro 2016                                                        | -1                                                                     |                                                                        |
| 8-10-2015                                                              | Glasgow                                                                | Scozia                                                                 | 2 – 2                                                                  | Polonia                                                                | Qual. Euro 2016                                                        | -2                                                                     |                                                                        |
| 11-10-2015                                                             | Varsavia                                                               | Polonia                                                                | 2 – 1                                                                  | Irlanda                                                                | Qual. Euro 2016                                                        | -1                                                                     |                                                                        |
| 23-3-2016                                                              | Poznań                                                                 | Polonia                                                                | 1 – 0                                                                  | Serbia                                                                 | Amichevole                                                             | -                                                                      | 46’                                                                    |
| 6-6-2016                                                               | Cracovia                                                               | Polonia                                                                | 0 – 0                                                                  | Lituania                                                               | Amichevole                                                             | -                                                                      | 46’                                                                    |
| 16-6-2016                                                              | Saint-Denis                                                            | Germania                                                               | 0 – 0                                                                  | Polonia                                                                | Euro 2016 - 1º turno                                                   | -                                                                      |                                                                        |
| 21-6-2016                                                              | Marsiglia                                                              | Ucraina                                                                | 0 – 1                                                                  | Polonia                                                                | Euro 2016 - 1º turno                                                   | -                                                                      |                                                                        |
| 25-6-2016                                                              | Saint-Étienne                                                          | Svizzera                                                               | 1 – 1 dts (4 – 5 dtr)                                                  | Polonia                                                                | Euro 2016 - Ottavi di finale                                           | -1                                                                     |                                                                        |
| 30-6-2016                                                              | Marsiglia                                                              | Polonia                                                                | 1 – 1 dts (3 – 5 dtr)                                                  | Portogallo                                                             | Euro 2016 - Quarti di finale                                           | -1                                                                     |                                                                        |
| 4-9-2016                                                               | Astana                                                                 | Kazakistan                                                             | 2 – 2                                                                  | Polonia                                                                | Qual. Mondiali 2018                                                    | -2                                                                     |                                                                        |
| 8-10-2016                                                              | Varsavia                                                               | Polonia                                                                | 3 – 2                                                                  | Danimarca                                                              | Qual. Mondiali 2018                                                    | -2                                                                     |                                                                        |
| 11-10-2016                                                             | Varsavia                                                               | Polonia                                                                | 2 – 1                                                                  | Armenia                                                                | Qual. Mondiali 2018                                                    | -1                                                                     |                                                                        |
| 11-11-2016                                                             | Bucarest                                                               | Romania                                                                | 0 – 3                                                                  | Polonia                                                                | Qual. Mondiali 2018                                                    | -                                                                      |                                                                        |
| 26-3-2017                                                              | Podgorica                                                              | Montenegro                                                             | 1 – 2                                                                  | Polonia                                                                | Qual. Mondiali 2018                                                    | -1                                                                     |                                                                        |
| 1-9-2017                                                               | Copenaghen                                                             | Danimarca                                                              | 4 – 0                                                                  | Polonia                                                                | Qual. Mondiali 2018                                                    | -4                                                                     |                                                                        |
| 4-9-2017                                                               | Varsavia                                                               | Polonia                                                                | 3 – 0                                                                  | Kazakistan                                                             | Qual. Mondiali 2018                                                    | -                                                                      |                                                                        |
| 10-11-2017                                                             | Varsavia                                                               | Polonia                                                                | 0 – 0                                                                  | Uruguay                                                                | Amichevole                                                             | -                                                                      | 46’                                                                    |
| 23-3-2018                                                              | Breslavia                                                              | Polonia                                                                | 0 – 1                                                                  | Nigeria                                                                | Amichevole                                                             | -                                                                      | 46’                                                                    |
| 8-6-2018                                                               | Poznań                                                                 | Polonia                                                                | 2 – 2                                                                  | Cile                                                                   | Amichevole                                                             | -1                                                                     | 46’                                                                    |
| 12-6-2018                                                              | Varsavia                                                               | Polonia                                                                | 4 – 0                                                                  | Lituania                                                               | Amichevole                                                             | -                                                                      | 46’                                                                    |
| 28-6-2018                                                              | Volgograd                                                              | Giappone                                                               | 0 – 1                                                                  | Polonia                                                                | Mondiali 2018 - 1º turno                                               | -                                                                      |                                                                        |
| 7-9-2018                                                               | Bologna                                                                | Italia                                                                 | 1 – 1                                                                  | Polonia                                                                | UEFA Nations League 2018-2019 - 1º turno                               | -1                                                                     | 90+3’                                                                  |
| 11-10-2018                                                             | Chorzów                                                                | Polonia                                                                | 2 – 3                                                                  | Portogallo                                                             | UEFA Nations League 2018-2019 - 1º turno                               | -3                                                                     |                                                                        |
| 7-6-2019                                                               | Skopje                                                                 | Macedonia del Nord                                                     | 0 – 1                                                                  | Polonia                                                                | Qual. Euro 2020                                                        | -                                                                      |                                                                        |
| 10-6-2019                                                              | Varsavia                                                               | Polonia                                                                | 4 – 0                                                                  | Israele                                                                | Qual. Euro 2020                                                        | -                                                                      |                                                                        |
| 6-9-2019                                                               | Lubiana                                                                | Slovenia                                                               | 2 – 0                                                                  | Polonia                                                                | Qual. Euro 2020                                                        | -2                                                                     |                                                                        |
| 9-9-2019                                                               | Varsavia                                                               | Polonia                                                                | 0 – 0                                                                  | Austria                                                                | Qual. Euro 2020                                                        | -                                                                      |                                                                        |
| 7-9-2020                                                               | Zenica                                                                 | Bosnia ed Erzegovina                                                   | 1 – 2                                                                  | Polonia                                                                | UEFA Nations League 2020-2021 - 1º turno                               | -1                                                                     |                                                                        |
| 11-10-2020                                                             | Danzica                                                                | Polonia                                                                | 0 – 0                                                                  | Italia                                                                 | UEFA Nations League 2020-2021 - 1º turno                               | -                                                                      |                                                                        |
| 18-11-2020                                                             | Chorzów                                                                | Polonia                                                                | 1 – 2                                                                  | Paesi Bassi                                                            | UEFA Nations League 2020-2021 - 1º turno                               | -2                                                                     |                                                                        |
| 1-6-2021                                                               | Breslavia                                                              | Polonia                                                                | 1 – 1                                                                  | Russia                                                                 | Amichevole                                                             | -1                                                                     |                                                                        |
| 9-10-2021                                                              | Varsavia                                                               | Polonia                                                                | 5 – 0                                                                  | San Marino                                                             | Qual. Mondiali 2022                                                    | -                                                                      | 57’                                                                    |
| Totale                                                                 |                                                                        | Presenze                                                               | 57                                                                     |                                                                        | Reti                                                                   | -45                                                                    |                                                                        |

## Palmarès

### Club

#### Competizioni nazionali
- Coppa d'Inghilterra: 1

Arsenal: 2013-2014

#### Competizioni internazionali
- UEFA Conference League: 1

West Ham: 2022-2023

### Individuale
- Calciatore polacco dell'anno: 1

2018